# Boemboe

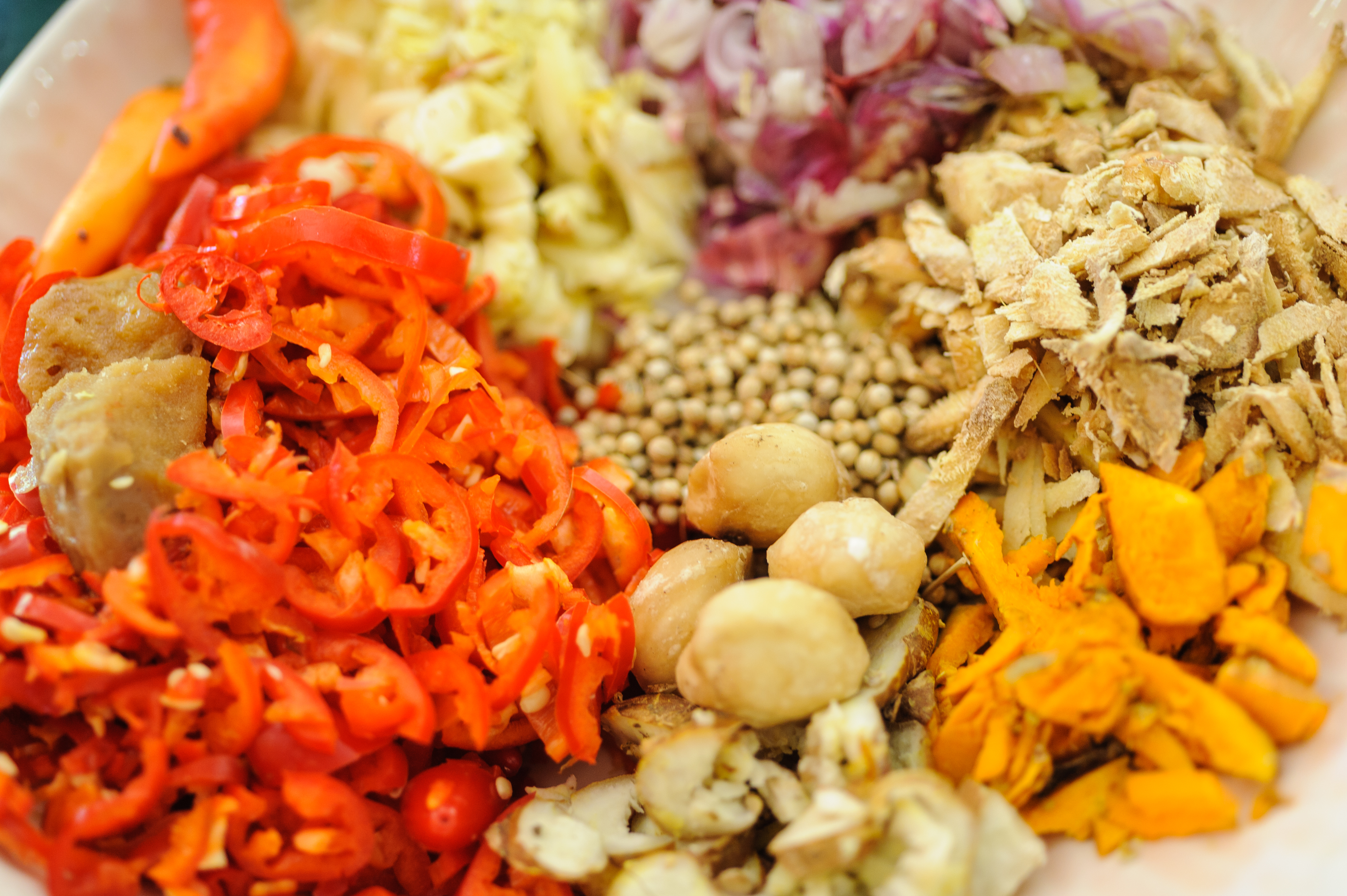
Typische ingrediënten voor een Indonesisch boemboe-mengsel op Bali

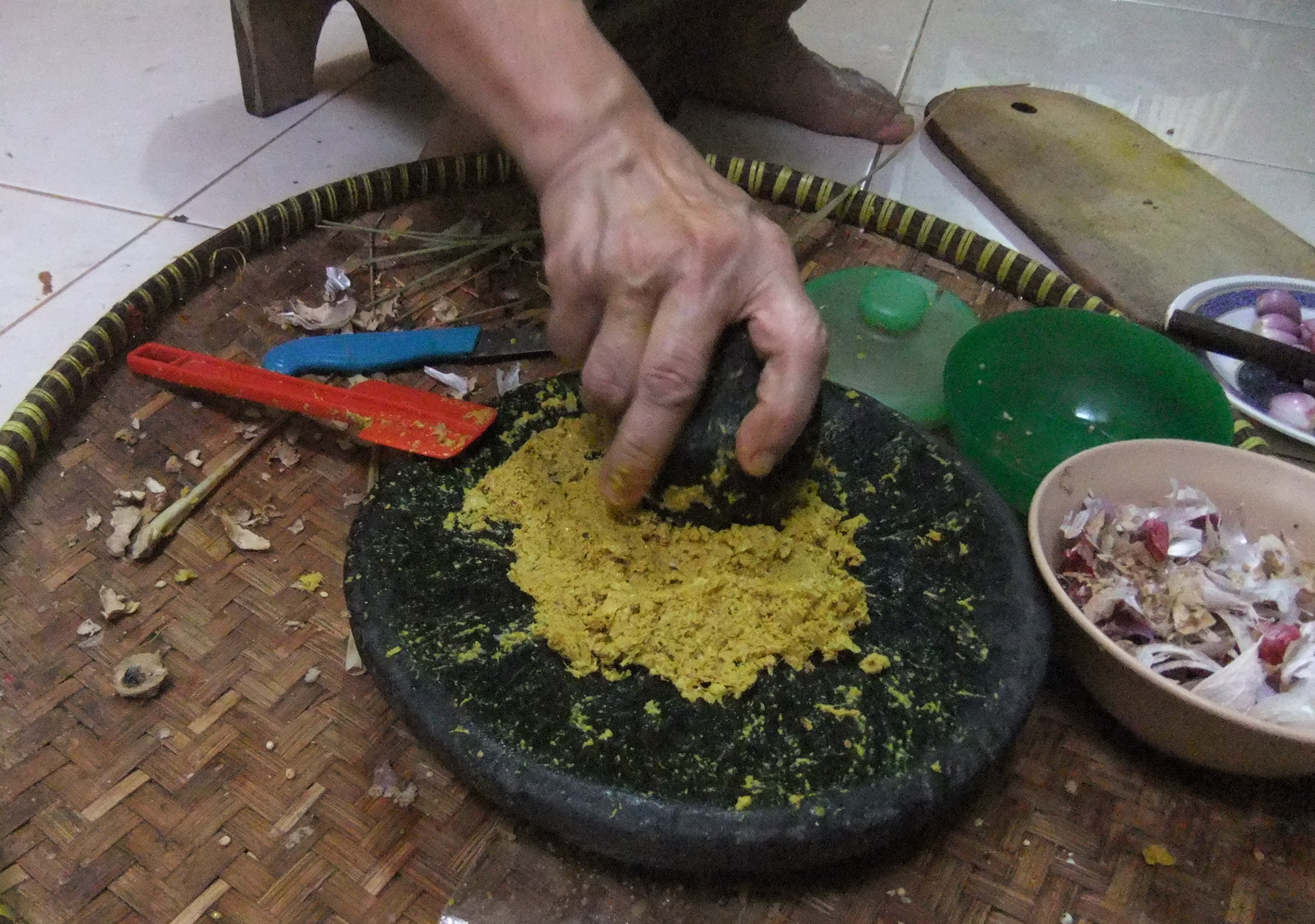
Het malen en mengen van een boemboe van kurkuma (koenjit) met een stenen vijzel

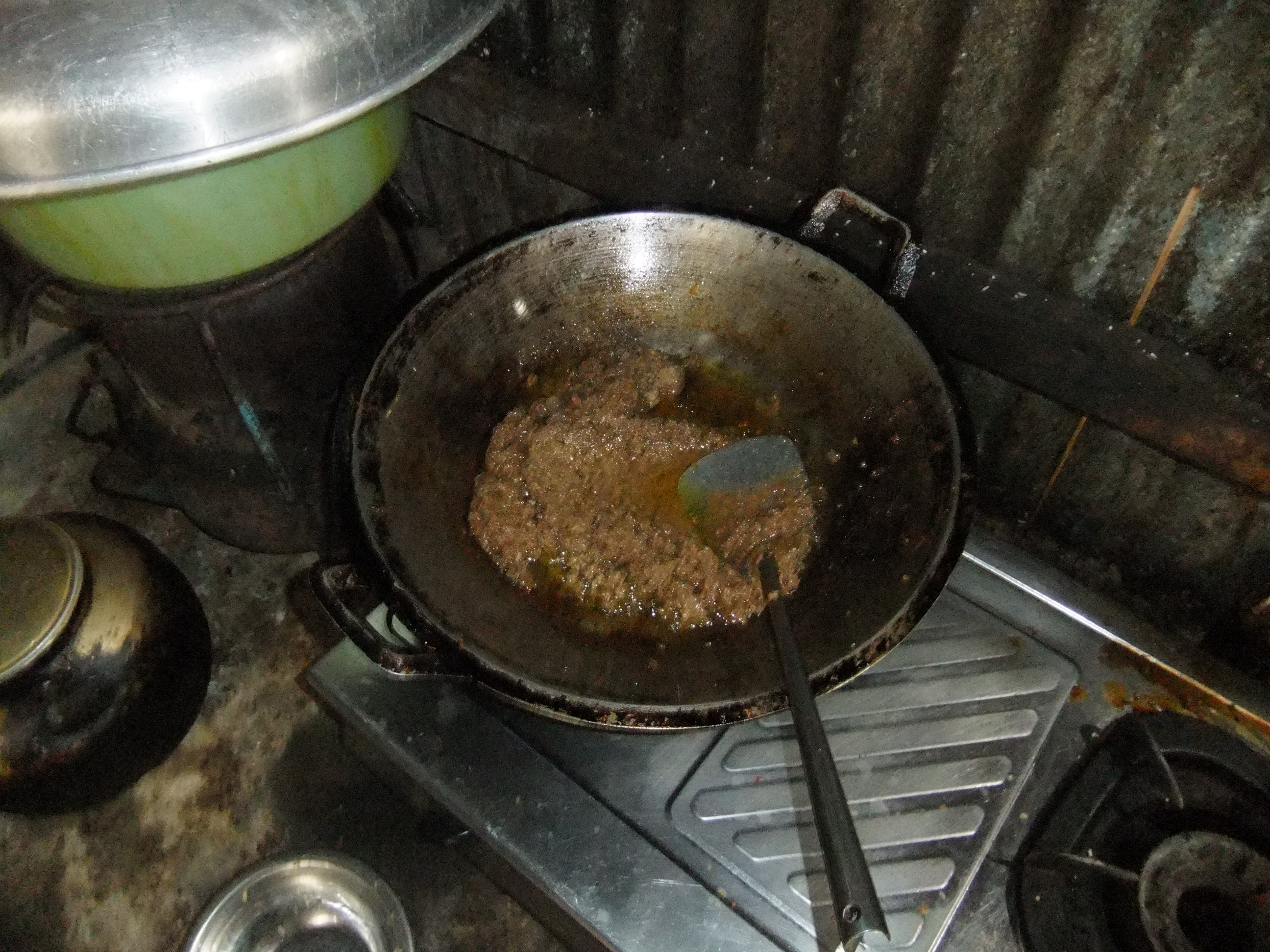
Het bakken van een boemboe in een wadjan in Makassar

Een boemboe is een fijngewreven kruidenmengsel dat wordt gebruikt in de Indonesische keuken. Traditioneel worden de ingrediënten voor een boemboe in een cobek fijngewreven. Door toevoeging van (plantaardige) olie ontstaat een boemboe-pasta.
Traditioneel worden twee soorten boemboes onderscheiden, enkelvoudige, die één specerij bevatten, en samengestelde, die worden verkregen door afzonderlijke kruiden zoals karwij en gember door elkaar te mengen. Onder een boemboe wordt meestal een samengestelde boemboe verstaan. Een boemboe is een mengsel van specerijen en kruiden en (vaak) ook ui en knoflook. Boemboes bestaan daarnaast uit zaden, vruchten, wortels, knollen, bloemknoppen, bladeren en schors.  
De meeste boemboes bevatten in verse toestand veel water, waardoor snel schimmel optreedt. Om deze reden wordt boemboe in Europa meestal in de vorm van gedroogd poeder verkocht. Zulke kant-en-klare boemboes zijn tegenwoordig in de supermarkt of toko verkrijgbaar. Het poeder zit in een luchtdicht plastic zakje en hoeft alleen nog maar door het gerecht (rijst of bami) te worden geroerd.

## Soorten
Tot de enkelvoudige boemboes, ook gebruikt in meervoudige boemboes, behoren onder andere:
- kardemom
- gemberwortel (djahe)
- karwij
- koriander (ketoembar)
- kentjoer
- kurkuma (koenjit)
- laos (galangawortel)
- tabasco
- citroengras (sereh)
- daun salam (salamblad)
- bosui (daun bawang)
- djeroek poeroet (papeda)

Tot de samengestelde boemboes behoren onder andere:
- javaanse kerrie (kerrie djawa)
- boemboe sajoer lodeh
- boemboe bali (met veel peper)